# Eugeniusz Smoliński (malarz)
Eugeniusz Smoliński (ur. 30 marca 1942 w Seredyńcach, zm. 9 października 2022) – polski malarz, prof.

## Życiorys
Studiował w Państwowej Wyższej Szkole Sztuk Plastycznych we Wrocławiu. 10 maja 1995 uzyskał tytuł profesora sztuk plastycznych. Został zatrudniony na stanowisku profesora zwyczajnego w Katedrze Projektowania Graficznego na Wydziale Grafiki i Sztuki Mediów Akademii Sztuk Pięknych im. Eugeniusza Gepperta we Wrocławiu.
Awansował na stanowisko dziekana na Wydziale Grafiki Akademii Sztuk Pięknych we Wrocławiu. Pochowany na Cmentarzu Grabiszyńskim we Wrocławiu.

## Wyróżnienia
- 2018: Złoty Medal „Zasłużony Kulturze Gloria Artis”[2]